# Christy Nockels
Christy Nockels (ur. 17 listopada 1973) – amerykańska piosenkarka i lider uwielbienia wykonująca współczesną muzykę chrześcijańską. Od 1997 roku jest członkiem zespołu Passion Worship Band. Była również jednym z głównych członków zespołu Watermark, wraz z mężem Nathanem Nockels.

## Życiorys
Urodzona 17 listopada 1973 roku w Fort Worth, w Teksasie. Jej ojciec był pastorem i nauczycielem gry na fortepianie. Otrzymała nagrodę GMA Dove Awards w latach 2005, 2007 i 2008.

## Dyskografia

### Solo
- 2009 – Life Light Up
- 2012 – Into the Glorious
- 2015 – Let It Be Jesus

### Watermark
- 1998 – Watermark
- 2000 – All Things New
- 2002 – Constant
- 2004 – The Purest Place
- 2006 – A Grateful People